# Lasiotocus minutus
Lasiotocus minutus är en plattmaskart. Lasiotocus minutus ingår i släktet Lasiotocus och familjen Monorchiidae. Inga underarter finns listade i Catalogue of Life.